# Villasrubias
Villasrubias is een dorp en gemeente in de Spaanse provincie Salamanca en in de regio Castilië en León. Villasrubias heeft een oppervlakte van 40 km² met 289 inwoners (1 januari 2016).

## Burgemeester
De  burgemeester van Villasrubias is Juan José Moreno.

## Demografische ontwikkeling
| Inwoners | Jaar |
| -------- | ---- |
| 1900     | 675  |
| 1910     | 775  |
| 1920     | 700  |
| 1930     | 648  |
| 1940     | 786  |
| 1950     | 841  |
| 1960     | 683  |
| 1970     | 515  |
| 1981     | 489  |
| 1991     | 365  |
| 2000     | 355  |
| 2016     | 286  |